# Lateinisches Kreuz

Grundform des lateinischen Kreuzes

Lateinisches Kreuz (auch Passionskreuz, Langkreuz oder Crux immissa) ist die Bezeichnung für ein Kreuz, bei dem der Längsbalken länger ist als der Querbalken und dieser den Längsbalken oberhalb von dessen Mitte kreuzt. In den westlichen Kirchen ist es die verbreitetste Form des christlichen Kreuzes.
Symbolisch verweist das Kreuz auf die Vereinigung von Himmel und Erde: Der Längsbalken steht für das Göttliche, während der Querbalken eine Verbundenheit mit der Erde symbolisiert.

## Geschichte

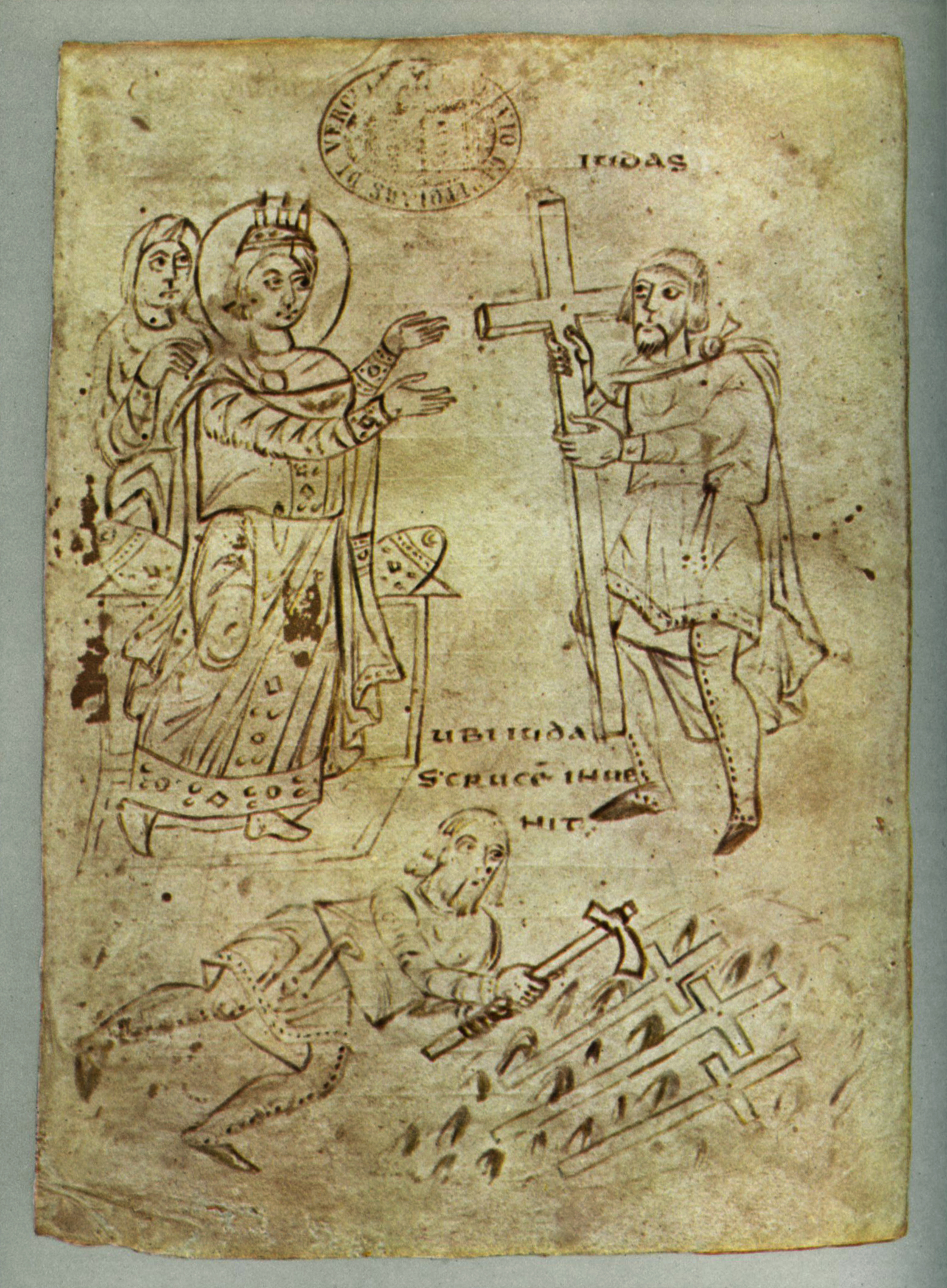
Auffindung des Wahren Kreuzes, Zeichnung, um 825

Die Darstellung eines lateinischen Kreuzes ist ab dem 4. Jahrhundert nachweisbar, eine Darstellung des Kreuzes ohne den Gekreuzigten findet sich erstmals auf Sarkophagen des 4./5. Jahrhunderts.
Das lateinische Kreuz setzte sich vor allem im abendländischen Christentum durch, wo es als die tatsächliche Form des Kreuzes Jesu empfunden wurde (daher „Passionskreuz“). Es ist daher die übliche Form des Kruzifixes in der westlichen Tradition, mit einigen wenigen Ausnahmen.

## Architektur

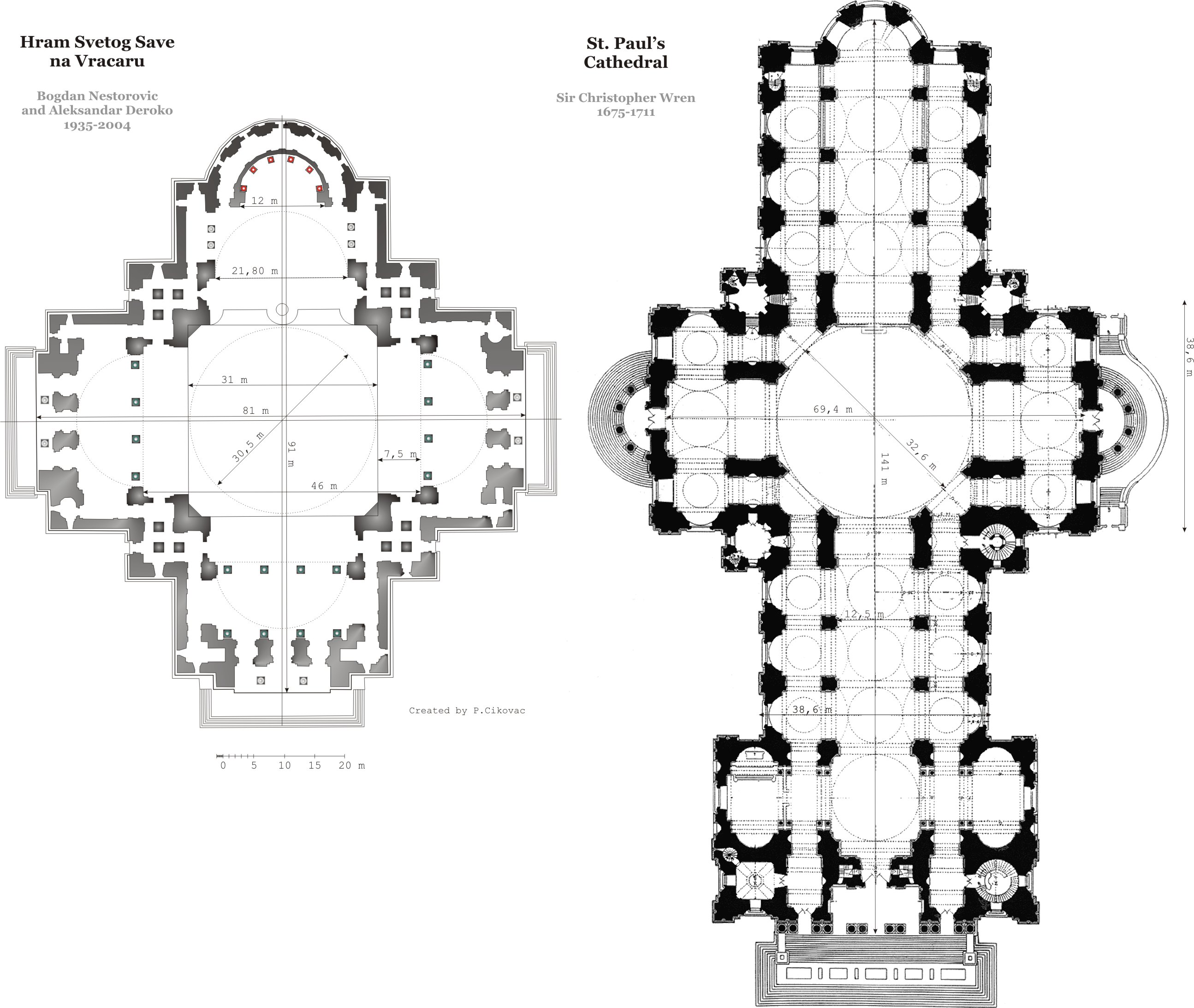
Griechisches und Lateinisches Kreuz im Kirchenbau. Ursprünglich wollte Christopher Wren für St. Paul’s ein Griechisches Kreuz für den Grundriss nehmen, was ihm die Anglikanische Kirche und der englische König nicht erlaubten

Die Grundrisse der Kirchen in Romanik und Gotik haben meistens die Form eines lateinischen Kreuzes. Das Querschiff kreuzt das Langhaus in der Nähe des Altars; die dadurch entstandene Vierung trennt den Chor und damit den Altarraum von den Laien.

## Heraldik
In der Heraldik kann das Kreuz in zwei Formen auftreten: als gemeine Figur im Feld eines Wappens ohne Schildrandberührung oder als Heroldsbild mit Schildrandberührung zur Wappenteilung.
Die skandinavischen Flaggen haben als Grundform ein um neunzig Grad gedrehtes lateinisches Kreuz („skandinavisches Kreuz“); dies geht auf den Danebrog zurück, dessen heutige Form seit 1219 nachweisbar ist.

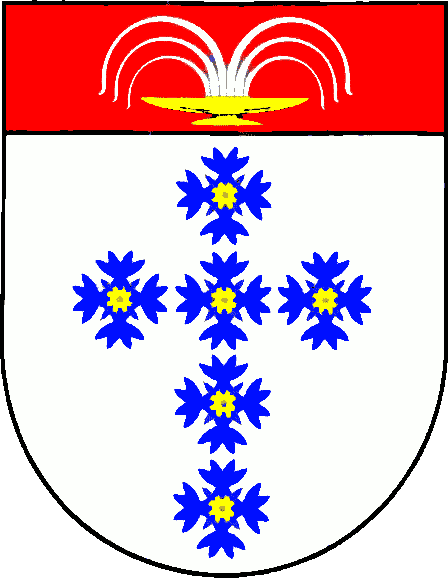
Amt Bornhöved
Elne
Hainburg
Ziethen
Oberammergau
Wien
Gawłuszowice, bis 2022
Bizkaia
Suwałki
Pärnu
Donegal

## Schriftzeichen
In Unicode ist das lateinische Kreuz enthalten als U+271D latin cross sowie als Emoji ✝️.